# 성내항
성내항은 경상남도 거제시 사등면 사등리에 있는 어항이다. 2003년 2월 3일 어촌정주어항으로 지정하여 관리하고 있다. 시설관리자는 거제시장이다.

## 어항 연혁
- 신라(新羅) 신문왕(神文王) 5年(685) 금녕도호부(金寧都護府) 관하(管下) 거제(巨濟)를 상주군(尙州郡)이라 하고 해상방어(海上防禦)의 축성계획에 따라 사등성(沙等城)을 쌓았으며 지방기념물 제9호(地方紀念物 第9號)로 지정되어 일부(一部) 복원 보존하고 있는 성안 마을이다.

## 어항 구역
- 수역: 미지정(거제시 사등면 사등리 478-17번지 수역)
- 육역: 미지정

## 어항 시설
- 선착장

## 주요 어종
- 도다리, 노래미